# Vulcaniella anatolica
Vulcaniella anatolica là một loài bướm đêm thuộc họ Cosmopterigidae. Nó được tìm thấy ở Thổ Nhĩ Kỳ.